# بيت ميقاع (أفلح الشام)

تعديل مصدري - تعديل

بيت ميقاع هي إحدى قرى عزلة بني حفيظ والمكارمة بمديرية أفلح الشام التابعة لمحافظة حجة، بلغ تعداد سكانها 233 نسمة حسب تعداد اليمن لعام 2004.